# 鮑宏
鮑宏（?—?），字润身，东海郯人。為南北朝時梁代的书侍御史，著有描述《小博经》、《博塞经》，記錄塞戲。
宏七岁而孤，为兄泉之所爱育。年十二，能属文，尝和湘东王萧绎诗，绎嗟赏不已，引为中记室，迁镇南府谘议、尚书水部郎，转通直散骑侍郎。江陵既平，归于北周。隋文帝时，提议为不附从尉迟迥的尉迟义臣，赐姓皇族，为杨义臣。鮑宏九十六岁去世。

## 延伸阅读
[在维基数据编辑]
 《北史·卷077》，出自李延壽《北史》
 《隋書·卷66》，出自魏徵《隋书》